# Opisthacanthus weyrauchi
Espèce
Opisthacanthus weyrauchi est une espèce de scorpions de la famille des Hormuridae.

## Distribution
Cette espèce est endémique de la région de Cajamarca du Pérou. Elle se rencontre vers Jaén.

## Description
La femelle holotype mesure 50 mm.
Le mâle décrit par Lourenço en 1987 mesure 45 mm et la femelle 50 mm.

## Étymologie
Cette espèce est nommée en l'honneur de Wolfgang Karl Weyrauch.

## Publication originale
- Mello-Leitão & Araújo Feio, 1948 : Notas sobre pequena coleção de aracnídeos do Peru. Boletim do Museu Paraense Emílio Goeldi, Belém, vol. 10, p. 313-324 (texte intégral).